# Cyanomitra oritis
El suimanga camerunés (Cyanomitra oritis) es una especie de ave paseriforme de la familia Nectariniidae endémica del oeste de África.

## Distribución
Se encuentra en las montañas del golfo de Guinea (noroeste de Camerún y sureste de Nigeria) y la isla de Bioko.